# Токарев, Пётр Михайлович
Пётр Михайлович Токарев (18 октября 1945, Мензелинск — 29 сентября 2012, Магнитогорск) — певец, педагог; заслуженный артист Башкирской АССР (1986), народный артист Республики Башкортостан (1995).

## Биография
Родился 18 октября 1945 года в городе Мензелинске Татарской АССР.
Учился Казанском музыкальном училище. В 1973 году с отличием окончил Уральскую консерваторию в г. Свердловске (педагог Я. Х. Вутирас).
По окончании консерватории работал в Пермском театре оперы и балета, в 1975—2000 годах — в Башкирском государственном театре оперы и балета, в Магнитогорском театре оперы и балета.
В Магнитогорске преподавал в Магнитогорской государственной консерватории имени М. И. Глинки, будучи доцентом кафедры сольного пения.
Выступал с певцами народными артистами СССР А. Ф. Ведерниковым, Т. А. Милашкиной, Е. С. Мирошниченко, А. А. Эйзеном. Гастролировал по России, Германии, Польше, Чехословакии, Италии (Ла-Скала).
Занимаясь спортом, имел первый разряд по лыжам и волейболу, был мастером спорта по борьбе дзюдо.
Семья: Жена Галина Адхамовна Павлова, дочь Елена Токарева.
Скончался 29 сентября 2012 года. Похоронен на Левобережном кладбище Магнитогорска.

## Оперные партии
Спел около 60 оперных партий на русском, итальянском, французском, татарском, башкирском и грузинском языках, включая партии Фигаро («Севильский цирюльник» Дж. Россини); Онегин («Евгений Онегин» П. И. Чайковского); Альфио («Сельская честь» П. Масканьи); Эскамильо («Кармен» Ж. Бизе); Жермон («Травиата» Дж. Верди); графа Орловского в «Летучей мыши» и др.